# Ікаст (футбольний клуб)
Спортивний клуб «Ікаст» (дан. Ikast Forenede Sportsklubber) — данський футбольний клуб з однойменного міста, заснований у 1935 році. Виступає у Другій лізі. Домашні матчі приймає на стадіоні «Вундерейф Арена», місткістю 1 000 глядачів.

## Досягнення
- Кубок Данії
  - Фіналіст (3): 1986, 1989, 1997